# Northern Illinois University
La Northern Illinois University è un'università statunitense pubblica con sede a DeKalb, nello Stato dell'Illinois.

## Storia
L'università fu fondata nel 1895 come Northern Illinois State Normal School (il primo presidente fu John Williston Cook); nella sua storia ha cambiato più volte denominazione (Northern Illinois State Teachers College e Northern Illinois State College) sino ad assumere l'attuale denominazione nel 1957.

## Sport
Gli Huskies, che fanno parte della NCAA Division I, sono affiliati alla Mid-American Conference. Il calcio, il baseball e il football americano sono gli sport principali, le partite interne vengono giocate all'Huskie Stadium e indoor al Convocation Center.

### Pallacanestro
Northern Illinois conta tre apparizioni alla March Madness ma non è mai riuscita a vincere una partita venendo sempre eliminata al primo turno.